# Ivan Savcenko
Ivan Tihonovici Savcenko (în rusă Иван Савченко), n.1908- d. 2001, Moscova) a fost un general sovietic de securitate, care a îndeplinit funcția de președinte al Comitetului Securității de Stat (KGB) din RSS Moldovenească (1959-1966) de origine ucraineană.
Membru PCUS și activist de partid din tinerețe. În anul 1959, generalul-maior Ivan Savcenko este numit în funcția de președinte al Comitetului Securității de Stat (KGB) din RSS Moldovenească. Sosirea sa în RSS Moldovenească a coincis cu adoptarea hotărârii Consiliului de miniștri din URSS "privind organele naționale de securitate ale URSS" pentru prima dată în istoria sovietică. Trupele de grăniceri, anterior aflate în subordinea organelor din RSSM, au fost trecute sub controlul organelor centrale ale KGB.  Numirea lui Savcenko a întărit rolul conducător al Partidului Comunist din RSS Moldovenească. Savcenko a lucrat în perioada, când partidul comunist al Republicii era condus de Zinovie Serdiuk și Ivan Bodiul.
El s-a prezentat ca un bun organizator, orientându-se pe dezvoltarea abilităților psihologice în rândul personalului. Au început să fie angajate în special persoane cu studii superioare, Savcenko contribuind la o expansiune a reprezentanților moldoveni în comitetul unional al KGB. În "perioada lui Savcenko” a sporit numărul turiștilor străini în republică. Pentru a evita ca turiștii să facă spionaj în republică, folosind rute secundare și șosele de calitate proastă, a fost construită și stabilită pentru turiștii auto, ce veneau din Europa și România ruta Leușeni-Chișinău.
De numele lui Savcenko sunt legate o serie de măsuri pe baza cărora au fost închise aproape toate bisericile și mănăstirile din Moldova, care au fost transformate în grajduri, depozite, garaje sau cluburi pentru distracție. Către această perioadă se referă revolta de la Răciula, în legătură cu închiderea mânăstirii, care a fost reprimată de oamenii lui Savcenko. Tot în timpul generalului Savcenko (1962), biserica Schimbării la față din Chișinău a fost închisă, ulterior transformată în planetariu, periclitând activitatea funcționarilor de la KGB, căci aceasta se afla în incinta clădirii KGB-ului.  Perioada Savcenko se caracterizează prin amplificarea pătrunderii KGB-ului în biserică. În această perioadă au fost devastate bisericile la Bălți. Într-un raport din 8 ianuarie 1960, KGB-ul din Chișinău a trimis la Moscova un raport strict secret ("Informare cu privire la organizarea activității operative de urmărire și profilaxie în lupta împotriva acțiunilor dușmănoase ale slujitorilor Bisericii și sectanților din Moldova").
În acest raport, se menționează faptul că a fost utilizată activ o rețea de agenți, dintre care unii agenți dețineau funcții de conducere în eparhie. S-au strâns materiale compromițătoare despre preoți care au servit pentru înlăturarea lor din slujbă, au fost refuzate sub diferite pretexte cererile de înscriere la seminariile teologice.
Poziția lui Savcenko ca director al KGB a slăbit după înlăturarea lui Nikita Hrușciov. El a fost eliberat din funcție în anul 1966, fiind transferat la Moscova. Ivan Savcenko a murit la Moscova în anul 2001.